# 翠明荘

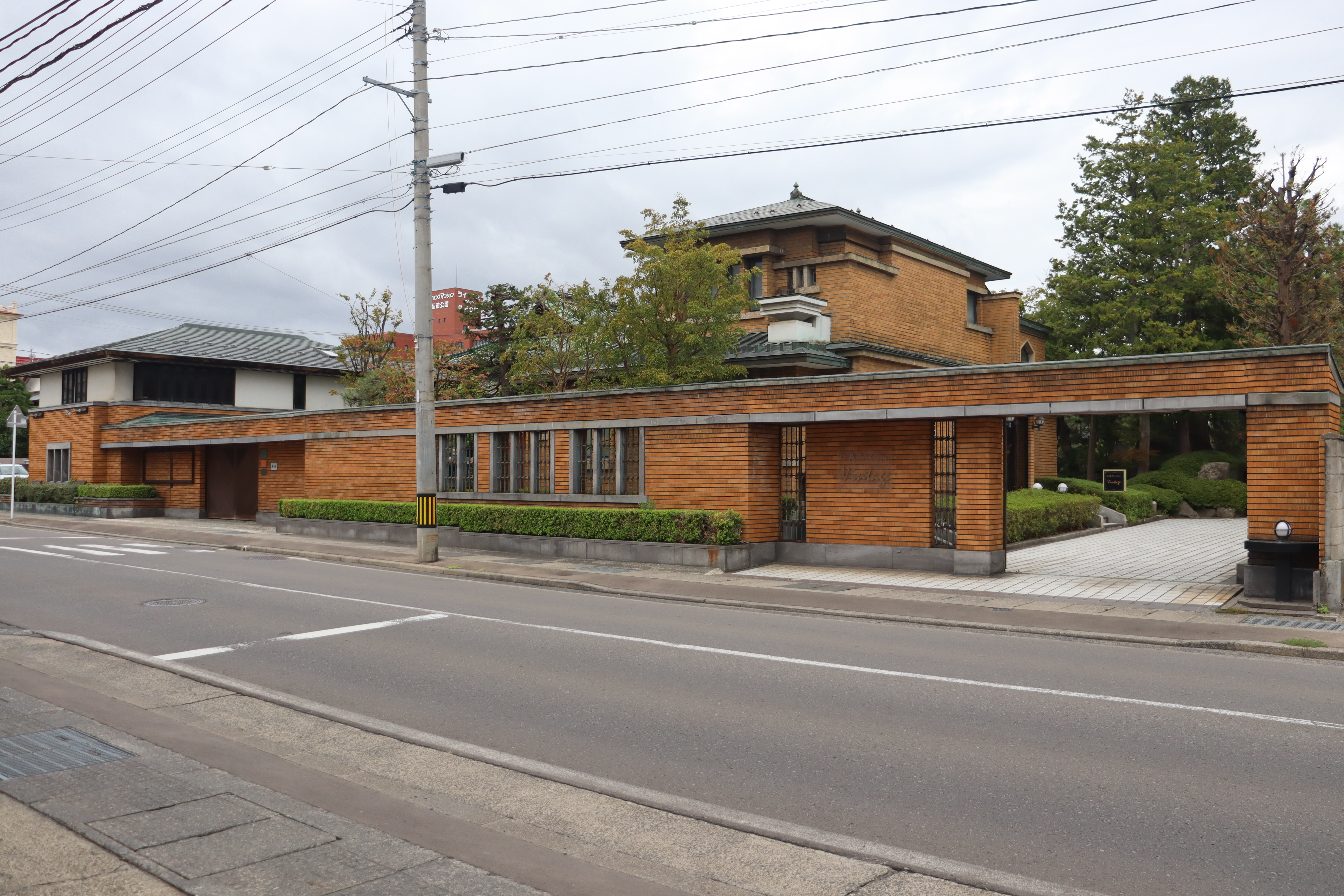
翠明荘

翠明荘（すいめいそう）は、実業家の高谷英城が別邸として建築した青森県弘前市大字元寺町にある建物。
「翠明荘（旧高谷家別邸）」として2012年（平成24年）2月23日に国の登録有形文化財となっている。

## 歴史
明治時代から昭和初期にかけて実業家の高谷英城が別邸として建築した建物群である。
ムジコ・クリエイトにより料亭「奥膳懐石翠明荘」となっていたが、新型コロナウイルス感染症の蔓延の影響を受けて2020年（令和2年）9月30日に閉店した。
建物は2024年（令和6年）3月29日にタイキファーマシーに譲渡され、複合飲食施設として整備されることになった。

## 構成
- 洋館 - 1934年（昭和9年）建築[4]。木造2階建、銅板葺[1]。
- 日本館 - 1934年（昭和9年）建築[4]。木造地上1階一部地下1階建、銅板葺[1]。
- 奥座敷 - 1895年（明治28年）建築[4]。木造平屋建、銅板葺[1]。
- 土蔵 - 1895年（明治28年）建築[4]。土蔵造2階建、瓦葺[1]。
- 門 - 1934年（昭和9年）建築[4]。木造、銅板葺[1]。
- 四阿 - 1934年（昭和9年）建築[4]。木造平屋建、茅葺[1]。